# Ruth Fischer
Ruth Fischer, nata Elfriede Eisler, (Lipsia, 11 dicembre 1895 – Parigi, 13 marzo 1961), è stata una politica e agente segreta tedesca e austriaca.

## Biografia
Fu la figlia del filosofo austriaco Rudolf Eisler. Fondò nel 1918 il Partito Comunista d'Austria. In seguito divenne una convinta attivista anticomunista; secondo le informazioni segrete declassificate nel 2010, fu un'agente chiave dell'organizzazione segreta, attiva per la intelligence statunitense, nota come "The Pond".